# Aire-sur-la-Lys
Aire-sur-la-Lys je francouzská obec v departementu Pas-de-Calais v regionu Hauts-de-France. V roce 2011 zde žilo 9 874 obyvatel. Je centrem kantonu Aire-sur-la-Lys.

## Vývoj počtu obyvatel
Počet obyvatel 